# D.E. 7th
D.E. 7th är ett musikalbum av Dave Edmunds, som titeln avslöjar hans sjunde studioalbum. Vid tidpunkten hade Edmunds lämnat sitt gamla skivbolag Swan Song och istället börjat spela in för bolagen Columbia i Europa och Arista i USA. Albumets första spår "From Small Things (Big Things One Day Come)" släpptes som singel och blev en mindre hit.

## Låtlista
1. "From Small Things (Big Things One Day Come)" (Bruce Springsteen) – 3:30
2. "Me And The Boys" (Terry Adams) – 3:04
3. "Bail You Out" (Chris Rees) – 2:28
4. "Generation Rumble" (Graham Lyle) – 3:36
5. "Other Guys Girls" (Christopher Gent) – 2:47
6. "Warmed Over Kisses (Left Over Love)" (Gary Geld, Peter Udell) – 3:03
7. "Deep In The Heart Of Texas" (Geraint Watkins) – 2:36
8. "Louisiana Man" (Doug Kershaw) – 3:41
9. "Paula Meet Jeanne" (Jude Cole) – 2:40
10. "One More Night" (Liam Grundy) – 3:56
11. "Dear Dad" (Chuck Berry) – 1:51

## Listplaceringar
- UK Albums Chart, Storbritannien: #60[1]
- Topplistan, Sverige : #13[2]